# Adirondakowie
Adirondakowie – plemię Indian północno-amerykańskich z grupy Algonkinów, żyjące pierwotnie na północ od Rzeki Świętego Wawrzyńca. Miano Adirondack nadali im Indianie z plemienia Mohawków i oznacza ono „jedzący drewno”, jako że Indianie ci w okresach głodu żywili się korą określonych gatunków drzew.
Adirondakowie wspierali Francuzów w czasie wojen z Irokezami. Najbardziej znanym ich wodzem był Pieskaret. Od nich wzięło swoje miano pasmo górskie Adirondack w stanie Nowy Jork. Niektórzy historycy uważają, że przydomek Adirondak odnosi się do plemienia Odżibwejów.